# Davos Frauenkirch

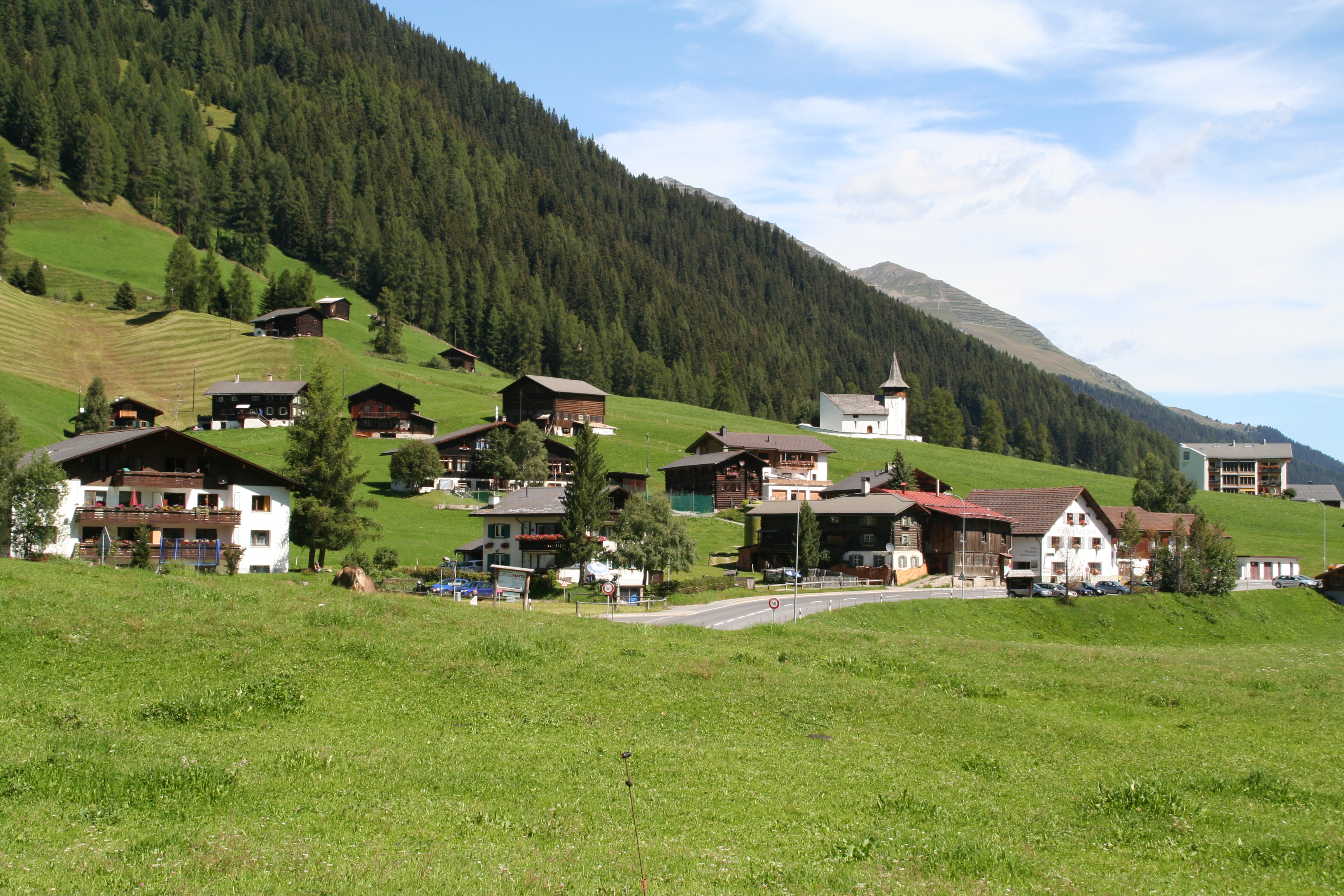
Davos Frauenkirch, Südansicht;
im Hintergrund das namensgebende
Kirchlein "Zur lieben Frau"

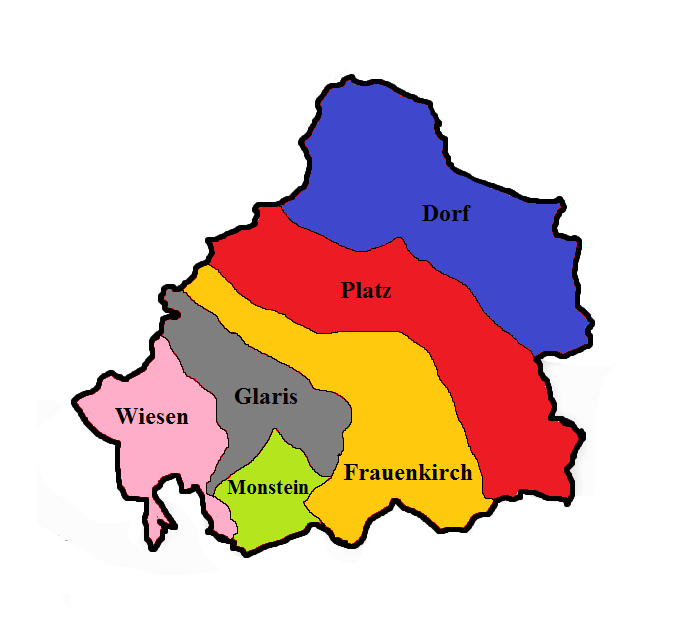
Die sechs ehemaligen Fraktionsgemeinden von Davos: Frauenkirch gelb dargestellt

Davos Frauenkirch (davoserdeutsch bir Frauechilcha) ist ein Ortsteil (bis Ende 2018 eine Fraktionsgemeinde) der Landschaft Davos. Er liegt zwischen Davos Platz und Davos Glaris im Landwassertal und war mit 57,52 km² die flächenmässig drittgrösste der sechs Davoser Fraktionsgemeinden. Am 1. Januar 2015 hatte Frauenkirch 429 Einwohner. Die walserische Streusiedlung ist nach der Kirche Zur lieben Frau benannt.

## Geographie
Der Ort liegt auf 1505 m ü. M. zwischen Davos Platz und Davos Glaris. Die Entfernung nach Davos Platz beträgt ca. vier Kilometer. Die Häuser der Siedlung liegen verstreut an den Berghängen und entlang der Strasse im Landwassertal. Der Fluss Landwasser durchfliesst Frauenkirch von Davos Platz kommend Richtung Süden. Bei Frauenkirch mündet der Sertigbach in das Landwasser.
Zur Fraktionsgemeinde Frauenkirch gehören auch die Nachbarschaft Sertig im Sertigtal, die Stafelalp und der Wildboden, ein durch eine Moräne geschaffenes Plateau am westlichen Ende des Sertigtales.

## Kirche

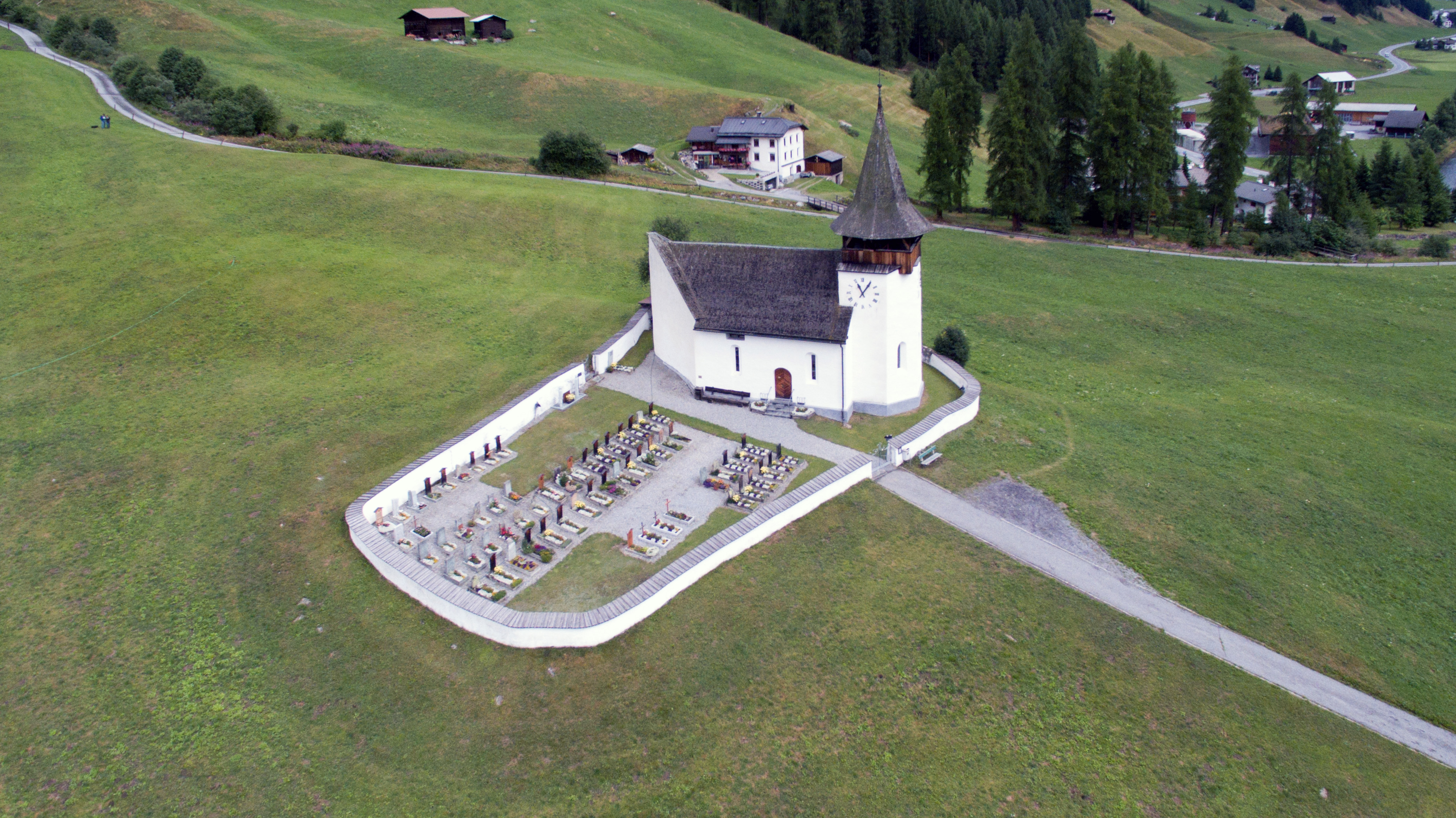
Flugaufnahme von Kirche und Dorffriedhof (2015)

Das Kirchlein «Zur lieben Frau» stammt aus vorreformatorischer Zeit. Es wurde um 1350 erbaut und im Jahr 1470 um einen Turmanbau ergänzt. Im Lawinenwinter 1602/1603 wurde das Kirchlein durch eine Lawine fast gänzlich zerstört. 1603 wurde es wieder aufgebaut und bergseits mit dem charakteristischen Lawinenspaltkeil versehen. Seither hat es allen Lawinenniedergängen standgehalten. Neben der Kirche befindet sich der kleine Dorffriedhof, der von einer niedrigen weiss gestrichenen Steinmauer eingefasst wird.
In Frauenkirch befindet sich ein reformiertes Pfarramt.

## Schulhaus

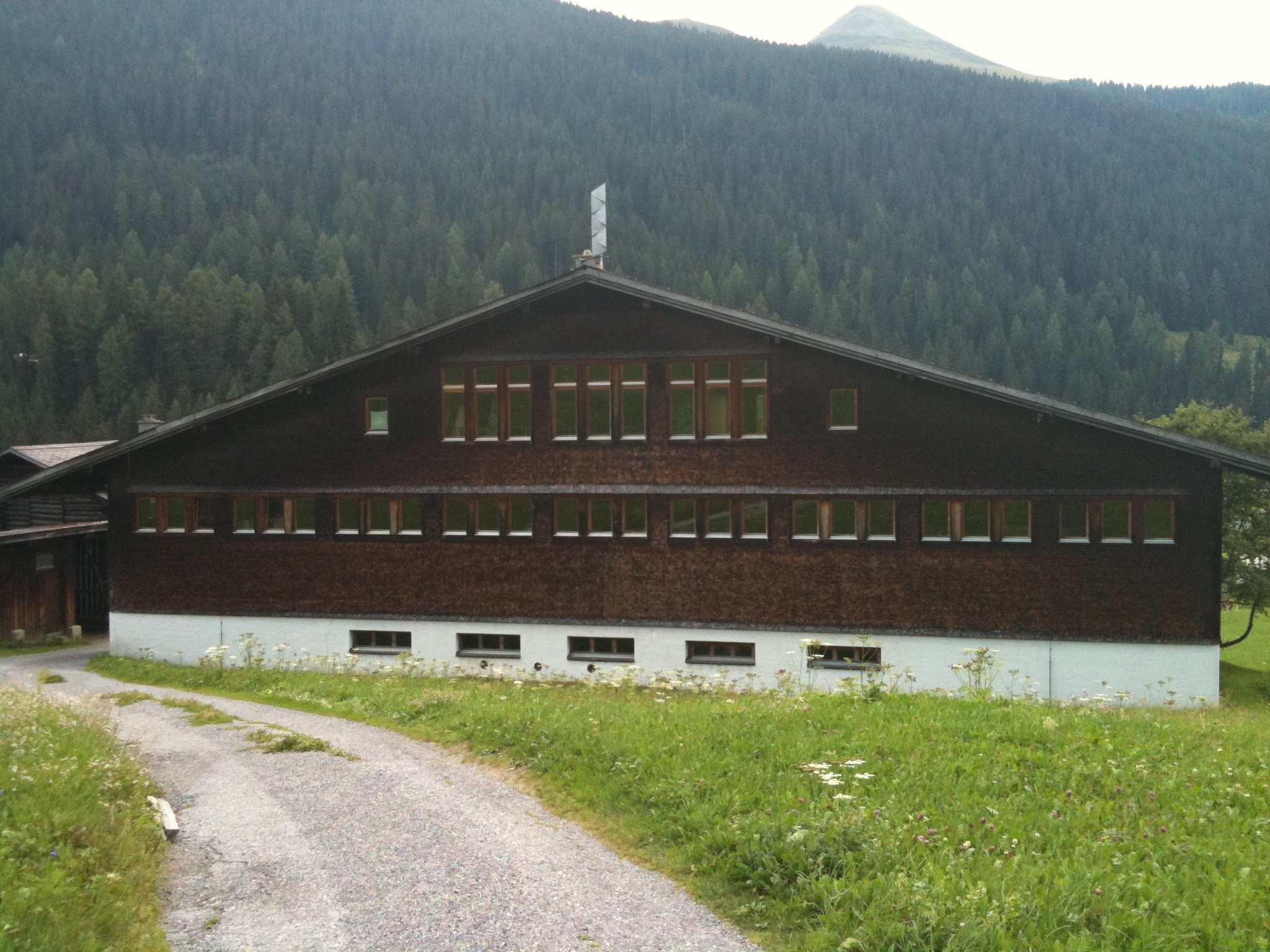
Das 1936 erbaute neue Schulhaus
in Frauenkirch; Rückseite (Norden)

Während der Weltwirtschaftskrise wurde im Jahr 1936 im Rahmen eines Arbeitsbeschaffungsprogramms nach dem Abriss des alten Schulhauses und einem Architektenwettbewerb in Frauenkirch ein neues Schulhaus errichtet. Es wurde nach den Plänen des Davoser Architekten Rudolf Gaberel in Holzbauweise mit massivem Unterbau gebaut und aussen mit Holzschindeln verkleidet. Der deutsche Künstler Ernst Ludwig Kirchner, der mehr als zwanzig Jahre in Frauenkirch lebte und seiner Wahlheimat sehr verbunden war, erhielt von der Gemeinde Davos den Auftrag für eine Supraporte über dem Haupteingangsportal des Schulgebäudes. Sein aus Arvenholz gefertigtes Relief mit dem Titel Lehrer Florian Bätschi mit Schulkindern war Kirchners erste und einzige öffentliche Auftragsarbeit.

Das neue Schulgebäude wurde am 18. Oktober 1936 unter grosser Teilnahme der Öffentlichkeit feierlich eingeweiht. Kirchner beschrieb die Einweihungsfeier in einem Brief an den deutschen Kunstsammler Carl Hagemann wie folgt: 

„Gestern war nun Einweihung des neuen Schulhauses. Ein Fest mit Gesang, Tanz und Reden, und nachher eine Kneiperei, wie ich sie seit Jahrzehnten nicht mehr gesehen oder gar mitgemacht habe.  Alle … sassen in der „Post“, der Kleine Rat, der Landammann, die Bauern, alle einig und freundlich. …“

Es war lange Zeit Tradition in Frauenkirch, dass zu Beginn eines neuen Schuljahres die auf dem Holzrelief dargestellten Mädchen und Jungen von den Schulanfängern jeweils neu „getauft“ wurden. Das Schulhaus steht inzwischen  unter Denkmalschutz. In dem Gebäude ist nach wie vor die Primarschule Davos Frauenkirch untergebracht.

## Ernst Ludwig Kirchner

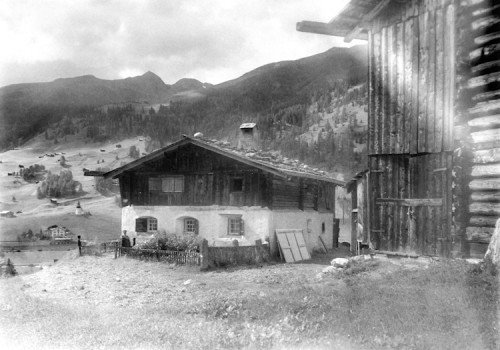
Das Wildbodenhaus, von Kirchner selber fotografiert

Der deutsche Maler Ernst Ludwig Kirchner liess sich nach seiner Übersiedlung in die Schweiz im September 1918 in Frauenkirch nieder. Zunächst wohnte er in einem Haus der Hofgruppe In den Lärchen, das er künstlerisch umgestaltete. Von 1923 an lebte und arbeitete er fünfzehn Jahre lang in einem Bauernhaus in Frauenkirch-Wildboden, dem so genannten „Wildbodenhaus“. In diesem Haus nahm er sich im Juni 1938 das Leben und wurde auf dem nahe gelegenen Waldfriedhof beerdigt.
Auf zahlreichen Kunstwerken und Fotografien Kirchners, die in diesen zwanzig Jahren entstanden, sind der Ort selbst, die ihn umgebende Landschaft oder seine Einwohner zu sehen. Beispielhaft seien hier aus den Anfangsjahren der Holzschnitt „Frauenkirch“ (1918), das Ölgemälde „Frauenkirch im Winter“ (1918/19) und das Aquarell „Frauenkirch im Herbst“ (1920) aufgeführt.

## Waldfriedhof

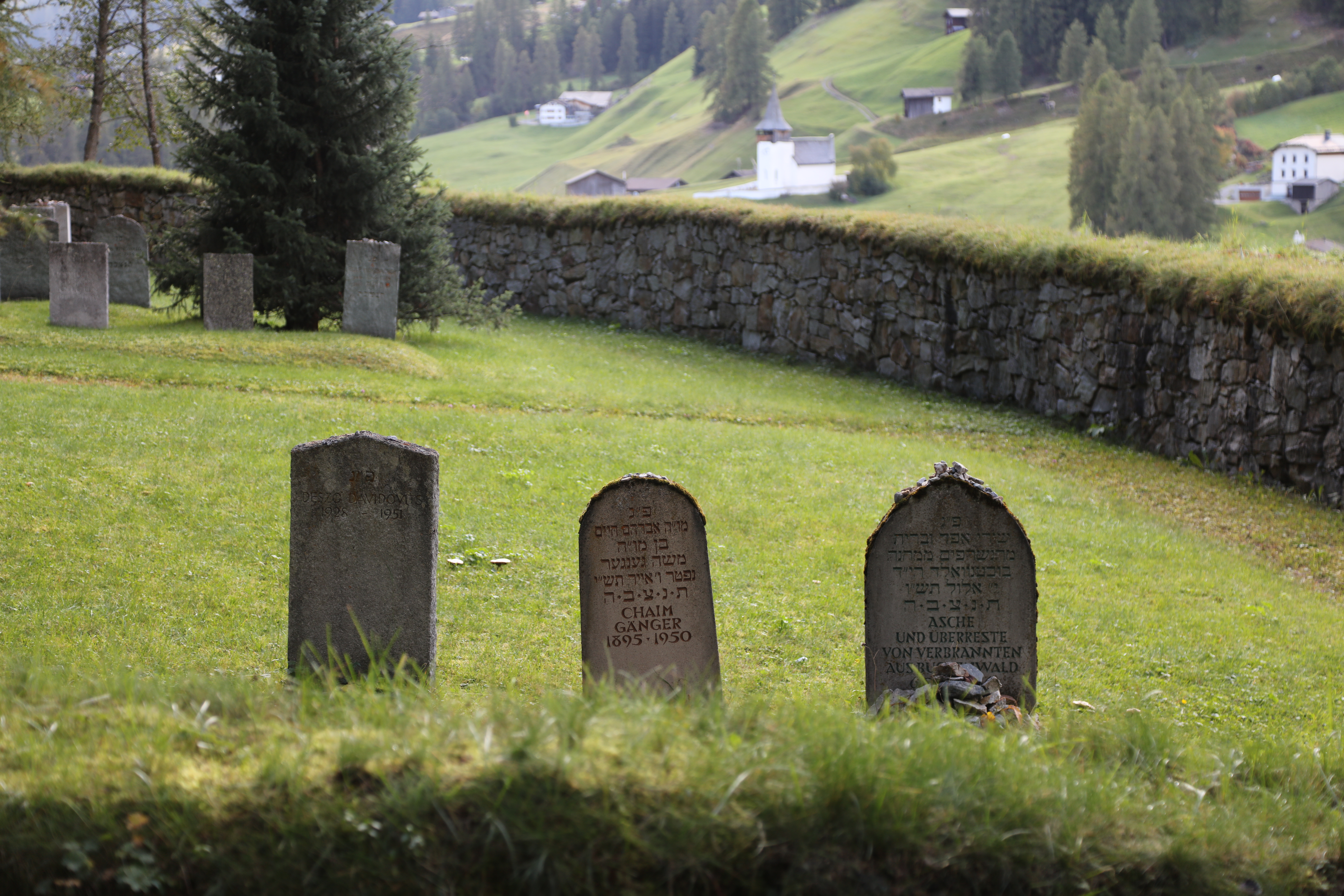
Im jüdischen Teil des Waldfriedhofs

Der auch zu Frauenkirch gehörende Davoser Waldfriedhof entstand ebenfalls nach Plänen des Architekten Rudolf Gaberel. In diesem mit einer Trockenmauer umgebenen Lärchenwäldchen befinden sich die Gräber von wichtigen Davoser Persönlichkeiten. Auch Ernst Ludwig Kirchner und seine Lebensgefährtin Erna Schilling Kirchner fanden hier ihre letzte Ruhestätte.
Im Jahr 1930 wurde in einem Teilbereich des Waldfriedhofs ein kleiner jüdischer Friedhof angelegt.

## Wirtschaft
Frauenkirch verfügt über mehrere Landwirtschaftsbetriebe sowie einige Restaurants und Gasthöfe. Im Sertigtal befindet sich ein Hotel. In unmittelbarer Nähe zum Landwasser liegt die Gewerbezone Sandgruoba mit verschiedenen Betrieben der Bauwirtschaft. Des Weiteren gibt es in Frauenkirch kleine Handels- und Gewerbebetriebe, eine Reitschule und ein Maleratelier mit Verkaufsgalerie. 2023 stimmte die Davoser Stimmbevölkerung für eine Gewerbezone 'Gadastatt-Tanne' in Frauenkirch. Nach den notwendigen Abklärungen begann die Gemeinde 2025 nach einem Investor zu suchen, der das Areal im Baurecht entwickeln soll.

## Verkehr
Der Ort ist angeschlossen an die Kantonsstrasse und an die Linie Davos–Filisur der Rhätischen Bahn. Zusätzlich verbindet eine öffentliche Buslinie Frauenkirch mit den übrigen Fraktionsgemeinden.

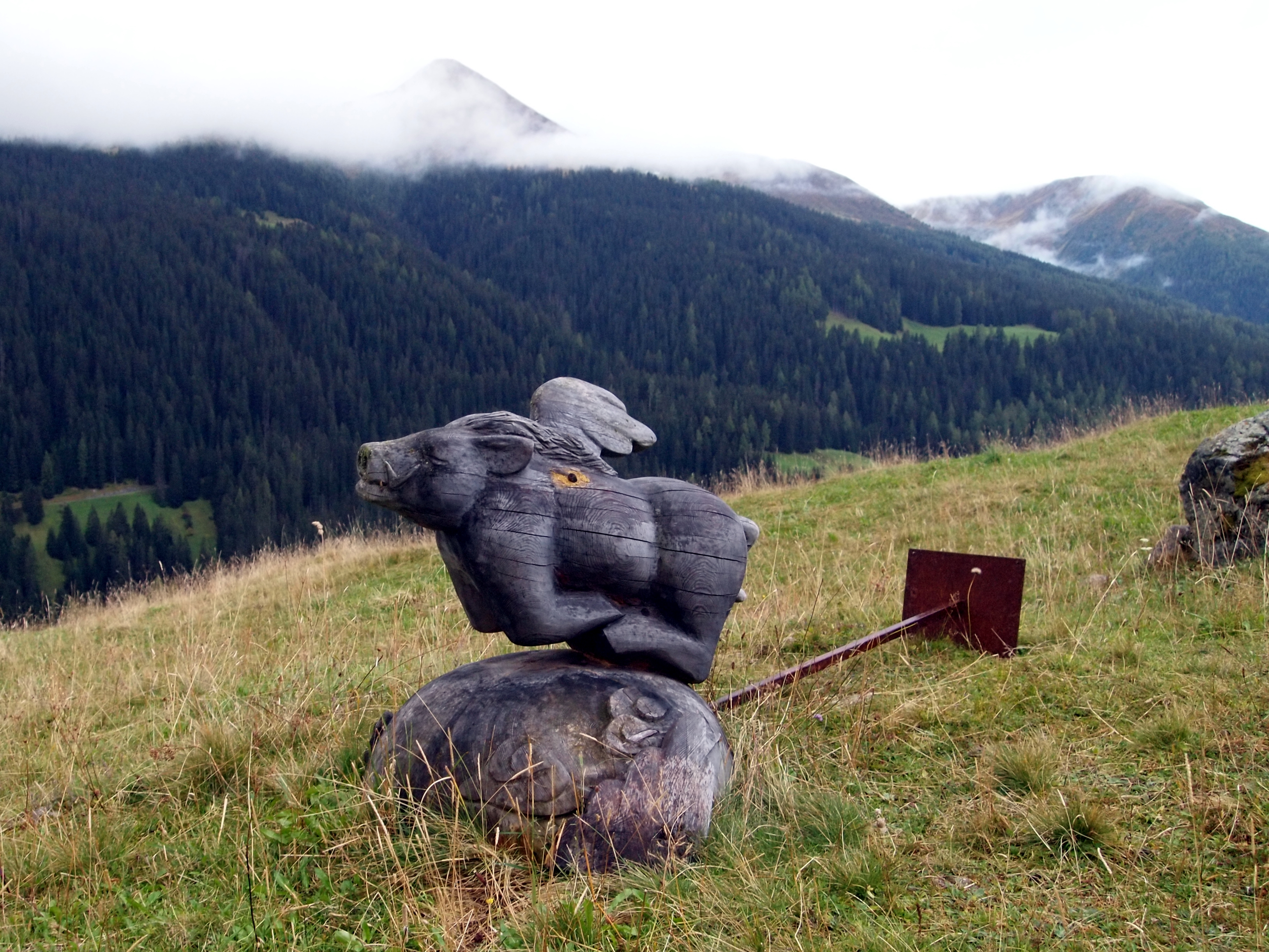
Skulptur Fliegendes Schwein am Skulpturenweg (2016)

## Kunstpfad
Von Frauenkirch aus führt seit 2009 ein Skulpturen-Wanderweg hinauf zur Stafelalp. Die ausgestellten Werke werden jedes Jahr im September ausgetauscht und durch neue Skulpturen ersetzt, die beim jährlichen Davoser Bildhauersymposium entstanden sind.